# Следы (фильм, 1960)
«Следы» (чеш. Stopy) — чехословацкий короткометражный чёрно-белый фильм 1960 года режиссёра Яромила Йиреше по рассказу Яна Дрды.

## Сюжет
По рассказу «Деревенская история» из сборника «Тихая баррикада» Ян Дрды.
Военная зима 1944 года. Русский, бежавший из немецкого лагеря военнопленных, по заснеженному лесу бредёт к дому на окраине чешской деревни. Хозяин дома — крестьянин Бернат укрывает его. Вскоре немецкая оккупационная администрация объявляет награду за информацию о беглеце. Житель деревни Карел Жудал, обнаружив следы на снегу, доносит немцам на дом на окраине… После ареста семьи Берната он получает их имущество. Однако, с осуждением смотрят на Жудала все жители деревни, в том числе его жена, и даже местный жандарм. Когда зачитывается указ о казни супругов Бернат и их сына, вокруг Жудала собирается молчаливая толпа жителей деревни… Ночью ехавший на велосипеде Жудал натыкается на натянутую между деревьями поперек дороги проволоку, и убивает себя.

## В ролях
- Ладислав Казда — русский
- Олдржих Лукеш — Йозеф Бернат
- Светла Амортова — Анна, жена Берната
- Ян Одл — Тоник, сын Берната
- Вацлав Лохниски — Карел Жудал
- Вера Тиханкова — его жена
- Франтишек Коваржик — староста деревни
- Владимир Главаты — жандарм Кудрна
- Станислав Пика — кузнец
- жители деревни Арноштовице[чеш.] — жители деревни

## Фестивали и награды
- 1962 — 5-й Международный фестиваль документальных и экспериментальных фильмов в Монтевидео — особое признание
- 1961 — 3-й Фестиваль чешских и словацких фильмов в Остраве — почётный адрес клуба киножурналистов